# Ludwig Preiss (Botaniker)
Johann August Ludwig Preiss (* 21. November 1811 in Herzberg am Harz; † 21. Mai 1883 ebenda) war ein in Deutschland geborener deutsch-britischer Naturforscher. Sein offizielles botanisches Autorenkürzel lautet "L.Preiss".

## Leben
Preiss machte eine Gärtnerausbildung am Botanischen Garten Göttingen, später studierte er Medizin. Von 1838 bis 1842 unternahm er eine Forschungsreise nach Australien und wurde 1841 britischer Staatsbürger. Nach seiner Rückkehr verließ er London im Januar 1842 und verbrachte den Rest seines Lebens in Deutschland. 1843 wurde Preiss in der Sektion Botanik zum Mitglied der Leopoldina gewählt. Preiss war Gutsbesitzer in Herzberg. Er war Junggeselle, in Herzberg kümmerte er sich um ledige Mütter und ihre Kinder.
Preiss war in erster Linie Pflanzensammler, stellte aber umfangreiche naturgeschichtliche Sammlungen aller Art zusammen. Seine sehr große Sammlung umfasste etwa 200.000 Pflanzen. Sie wurde von Johann Georg Christian Lehmann und weiteren europäischen Helfern beschrieben und in Hamburg von 1844 bis 1847 in Teilen unter dem Titel Plantae Preissianae sive Enumeratio Plantarum quas in Australasia occidentali et meridionali-occidentali annis 1838-1841 collegit Ludovicus Preiss veröffentlicht. Die meisten seiner Molluskenschalen-Sammlungen wurden von Karl Theodor Menke in dessen Werk Molluscorum Novae Hollandiae Specimen abgehandelt, das 1843 in Hannover veröffentlicht wurde.
1839 sendete er das erste der Wissenschaft bekannte Exemplar der Falschen Spitzkopfschildkröte, beschriftet mit „Neu-Holland“, der historischen Bezeichnung für Australien, an das Wiener Museum. Weitere Exemplare der Art wurden erst 1953 wieder gesammelt.

## Ehrungen
1856 war Preiss der Guelphen-Orden 4. Klasse verliehen worden. Nach Preiss benannt ist die Pflanzengattung Neopreissia Ulbr. aus der Familie der Fuchsschwanzgewächse (Amaranthaceae).

## Werke
- Plantae preissianae sive enumeratio plantarum quas in australasia occidentali et meridionali-occidentali annis 1838-1841 collegit Ludovicus Preiss, Hamburgi,  Sumptibus Meissneri, 1844–1847 [1848]. Digitalisat
- II. Reisebericht, in: Flora, XXV. Jg., 2. Bd., Regensburg 1842, S. 539–544